# Suproliga
La Suproliga de la FIBA (oficialmente FIBA SuproLeague) fue una competición de baloncesto disputada durante la temporada 2000-2001. 
Fue organizada por la FIBA después de la escisión con la ULEB, quien a su vez había ganado los derechos para la organización de la Euroliga.
La única Final Four de esta competición fue disputada entre los equipos Maccabi Tel Aviv, CSKA Moscú, Efes Pilsen y Panathinaikos. La final fue ganada por el Maccabi al derrotar al Panathinaikos.
La temporada siguiente, los dos organismos decidieron que la Euroliga ULEB fuera la única y máxima competición europea.

## Temporada regular
|  | Los ocho primeros acceden a playoffs |

|     | Equipo                | P  | G  | P  | PF   | PC   | Dif  |
| 1.  | Panathinaikos         | 18 | 13 | 5  | 1477 | 1364 | +113 |
| 2.  | CSKA Moscow           | 18 | 12 | 6  | 1429 | 1376 | +53  |
| 3.  | Split CO              | 18 | 12 | 6  | 1363 | 1335 | +28  |
| 4.  | Ülker                 | 18 | 11 | 7  | 1481 | 1419 | +62  |
| 5.  | Alba Berlin           | 18 | 9  | 9  | 1439 | 1408 | +31  |
| 6.  | ASVEL                 | 18 | 9  | 9  | 1413 | 1400 | +13  |
| 7.  | Lietuvos Rytas        | 18 | 7  | 11 | 1522 | 1536 | −14  |
| 8.  | Śląsk Wrocław         | 18 | 7  | 11 | 1432 | 1446 | −14  |
| 9.  | Montepaschi Siena     | 18 | 6  | 12 | 1406 | 1495 | −89  |
| 10. | Maccabi Ness Ra'anana | 18 | 4  | 14 | 1294 | 1477 | −183 |

|     | Equipo              | P  | G  | P  | PF   | PC   | Dif  |
| 1.  | Maccabi Elite       | 18 | 15 | 3  | 1616 | 1343 | +273 |
| 2.  | Efes Pilsen         | 18 | 13 | 5  | 1478 | 1386 | +92  |
| 3.  | Partizan            | 18 | 11 | 7  | 1492 | 1517 | −25  |
| 4.  | Iraklis             | 18 | 10 | 8  | 1494 | 1504 | −10  |
| 5.  | Scavolini Pesaro    | 18 | 9  | 9  | 1594 | 1518 | +76  |
| 6.  | Pau-Orthez          | 18 | 9  | 9  | 1486 | 1432 | +54  |
| 7.  | Telindus Oostende   | 18 | 8  | 10 | 1478 | 1544 | −66  |
| 8.  | Krka                | 18 | 7  | 11 | 1401 | 1487 | −86  |
| 9.  | Bayer 04 Leverkusen | 18 | 6  | 12 | 1559 | 1624 | −65  |
| 10. | Plannja             | 18 | 2  | 16 | 1394 | 1637 | −243 |

## Octavos de final
| Equipo 1      | Agr. | Equipo 2          | Ida   | Vuelta | 3er partido |
| ------------- | ---- | ----------------- | ----- | ------ | ----------- |
| Panathinaikos | 2–0  | Krka              | 82–65 | 86–79  |             |
| CSKA Moscow   | 2–0  | Telindus Oostende | 94–76 | 77–70  |             |
| Efes Pilsen   | 2–1  | Lietuvos Rytas    | 89–78 | 69–73  | 86–67       |
| Maccabi Elite | 2–0  | Śląsk Wrocław     | 81–75 | 85–62  |             |
| Ülker         | 1–2  | Scavolini Pesaro  | 91–81 | 83–96  | 85–88       |
| Split CO      | 2–0  | Pau-Orthez        | 79–78 | 85–83  |             |
| Partizan      | 1–2  | ASVEL             | 80–73 | 76–94  | 62–73       |
| Iraklis       | 1–2  | Alba Berlin       | 78–67 | 77–88  | 75–86       |

## Cuartos de final
| Equipo 1      | Agr. | Equipo 2         | Ida   | Vuelta | 3er partido |
| ------------- | ---- | ---------------- | ----- | ------ | ----------- |
| Panathinaikos | 2–0  | Alba Berlin      | 87–77 | 71–69  |             |
| CSKA Moscow   | 2–0  | ASVEL            | 78–63 | 82–76  |             |
| Efes Pilsen   | 2–1  | Split CO         | 95–69 | 64–72  | 82–59       |
| Maccabi Elite | 2–0  | Scavolini Pesaro | 80–69 | 84–77  |             |

## Final Four
- Palais Omnisports, París  - 11 y 13 de mayo de 2001

|  | Semifinales        | Semifinales        |    |             | Final              | Final              |  |
|  | 11 de mayo de 2001 | 11 de mayo de 2001 |    |             | 13 de mayo de 2001 | 13 de mayo de 2001 |  |
|  |                    |                    |    |             |                    |                    |  |
|  |                    |                    |    |             |                    |                    |  |
|  | Maccabi Tel Aviv   | 86                 |    |             |                    |                    |  |
|  | PBC CSKA Moscú     | 80                 |    |             |                    |                    |  |
|  |                    |                    |    |             |                    |                    |  |
|  |                    |                    |    |             |                    |                    |  |
|  |                    |                    |    |             | Maccabi Tel Aviv   | 81                 |  |
|  |                    | Panathinaikos BC   | 67 |             |                    |                    |  |
|  |                    |                    |    |             |                    |                    |  |
|  |                    |                    |    |             |                    |                    |  |
|  |                    |                    |    |             | Tercer lugar       |                    |  |
|  |                    |                    |    |             |                    |                    |  |
|  | Panathinaikos BC   | 74                 |    | Efes Pilsen | 91                 |                    |  |
|  | Efes Pilsen        | 66                 |    |             | PBC CSKA Moscú     | 85                 |  |